# Offenbach Soap Opera
Albums de Offenbach
Saint-Chrone de Néant
(1973)
Singles
1. Câline de Doux Blues/Faut Que J'me Pousse (1973)modifier

Offenbach Soap Opera est le premier album studio du groupe rock québécois Offenbach, paru en 1972. Il contient les deux premiers grands succès du groupe, Câline de blues et Faut que j'me pousse, ainsi que la chanson-thème du film Bulldozer. Câline de Blues sera reprise sur l'album de la bande sonore du film Bulldozer d'Offenbach en 1973, sous le titre Câline de doux blues avec des arrangements différents, soit Gerry au saxophone, ainsi que la chanson Bulldozer qui donne son titre au film ainsi qu'à l'album. La chanson Faut que j'me pousse quant à elle, réapparaîtra à deux reprises, tout d'abord sur l'album solo de Pierre Harel, Tendre Ravageur sortit en 1988. Puis à nouveau sur l'album Hôtel Univers, parut en 2005, du groupe Corbeau 85 de Pierre Harel et les ex-membres de Corbeau, Donald Hince, Michel Lamothe et Roger Belval. Offenbach Soap Opera sera le seul album du groupe avec Denis Boulet à la batterie, le frère de Gerry, qui quittera après sa parution pour être remplacé par Roger Wézo Belval pour le prochain disque, Bulldozer en 1973.

## Liste des chansons
| No | Titre                | Durée |
| -- | -------------------- | ----- |
| 1. | Bulldozer            | 6:41  |
| 2. | Câline de blues      | 5:37  |
| 3. | Kadrill              | 1:46  |
| 4. | High but... Low      | 3:00  |
| 5. | Mourir d'amour       | 3:56  |
| 6. | Moody Calvaire Moody | 3:36  |
| 7. | No Money No Candy    | 3:53  |
| 8. | Faut que j'me pousse | 4:15  |

## Personnel
- Pierre Harel : Chant (1, 3, 5, 6), congas
- Gérald Boulet : Chant (2, 4, 7, 8) orgue, piano
- Jean (Johnny) Gravel : Guitares, chœurs
- Michel Lamothe : Basse, chœurs
- Denis Boulet : Batterie

- Musiciens supplémentaires :
- Marcel Beauchamp : piano (1)
- Stéphane Venne : piano (8)

## Production
- Arrangements : Offenbach
- Réalisation : Stéphane Venne
- Son : Michel Lachance, Ian Terry
- Studio : Les Studios André Perry, Montréal

## Référence
- http://www.qim.com/albums/description.asp?albumid=539